# Macarena Aguilar
Macarena Aguilar Diaz (ur. 12 marca 1985 roku w Bolaños de Calatrava) – hiszpańska piłkarka ręczna, reprezentantka kraju. Gra na pozycji środkowej rozgrywającej. Obecnie występuje w hiszpańskiej Lidze ABF, w drużynie Itxako Reyno de Navarra.

## Sukcesy

### reprezentacyjne
- 2008, 2014: wicemistrzostwo Europy
- 2012: brąz olimpijski

### klubowe
- 2005, 2009, 2010: superpuchar Hiszpanii
- 2005: mistrzostwo Hiszpanii
- 2006: wicemistrzostwo Hiszpanii
- 2008, 2010: puchar Królowej
- 2009: puchar HEF
- 2008: finalistka pucharu EHF
- 2010: superpuchar Hiszpanii